# Krzesk Stary (gromada)
Krzesk Stary – dawna gromada, czyli najmniejsza jednostka podziału terytorialnego Polskiej Rzeczypospolitej Ludowej w latach 1954–1972.
Gromady, z gromadzkimi radami narodowymi (GRN) jako organami władzy najniższego stopnia na wsi, funkcjonowały od reformy reorganizującej administrację wiejską przeprowadzonej jesienią 1954 do momentu ich zniesienia z dniem 1 stycznia 1973, tym samym wypierając organizację gminną w latach 1954–1972.
Gromadę Krzesk Stary z siedzibą GRN w Krzesku Starym (w obecnym brzmieniu Stary Krzesk) utworzono – jako jedną z 8759 gromad – w powiecie siedleckim w woj. warszawskim, na mocy uchwały nr VI/10/18/54 WRN w Warszawie z dnia 5 października 1954. W skład jednostki weszły obszary dotychczasowych gromad Krzesk Stary, Kwasy, Plewki, Tchórzew i Wólka Kamienna i Zawady() ze zniesionej gminy Królowa Niwa w tymże powiecie. Dla gromady ustalono 13 członków gromadzkiej rady narodowej.
31 grudnia 1959 do gromady Krzesk Stary przyłączono obszar zniesionej gromady Izdebki Wąsy w tymże powiecie (bez wsi Izdebki Błażeje, Izdebki Kosny, Ostoje, Pióry Wielkie, Pytki i Modrzew).
31 grudnia 1961 gromadę zniesiono, włączając jej obszar do gromad: Zbuczyn Poduchowny (wsie Tchórzew, Tchórzew-Plewki i Wólka Kamienna) i Krzesk (wsie Izdebki-Wąsy, Kwasy, Stary Krzesk i Zawady) w tymże powiecie.